# Jack Beeson
Jack Beeson (15. juli 1921 i Muncie, Indiana, USA – 6. juni 2010) var en amerikansk komponist. 
Beeson er nok mest kendt for sine operaer Hello Out There, Lizzie Borden og The Sweet Bye and Bye. Han studerede privat hos Bela Bartok, og har undervist komponister som Charles Wuorinen og Bright Sheng.
Beeson har også komponeret en symfoni, orkesterværker, kammermusik og vokalværker.

## Udvalgte værker
- Symfoni nr. 1 (1959) - for orkester
- "Hallo derude" (1953) - opera
- "Lizzie Borden" (1965) - opera
- "Det søde farvel og farvel" (1956, Rev. 1958) - opera
- "Hymner og Danse" (1958) - for stort orkester
- "Transformationer" (1959) - for stort orkester